# Lema daturaphila
Lema daturaphila är en skalbaggsart som beskrevs av Marcos Kogan och Goeden 1970. Lema daturaphila ingår i släktet Lema och familjen bladbaggar. Inga underarter finns listade i Catalogue of Life.

## Bildgalleri

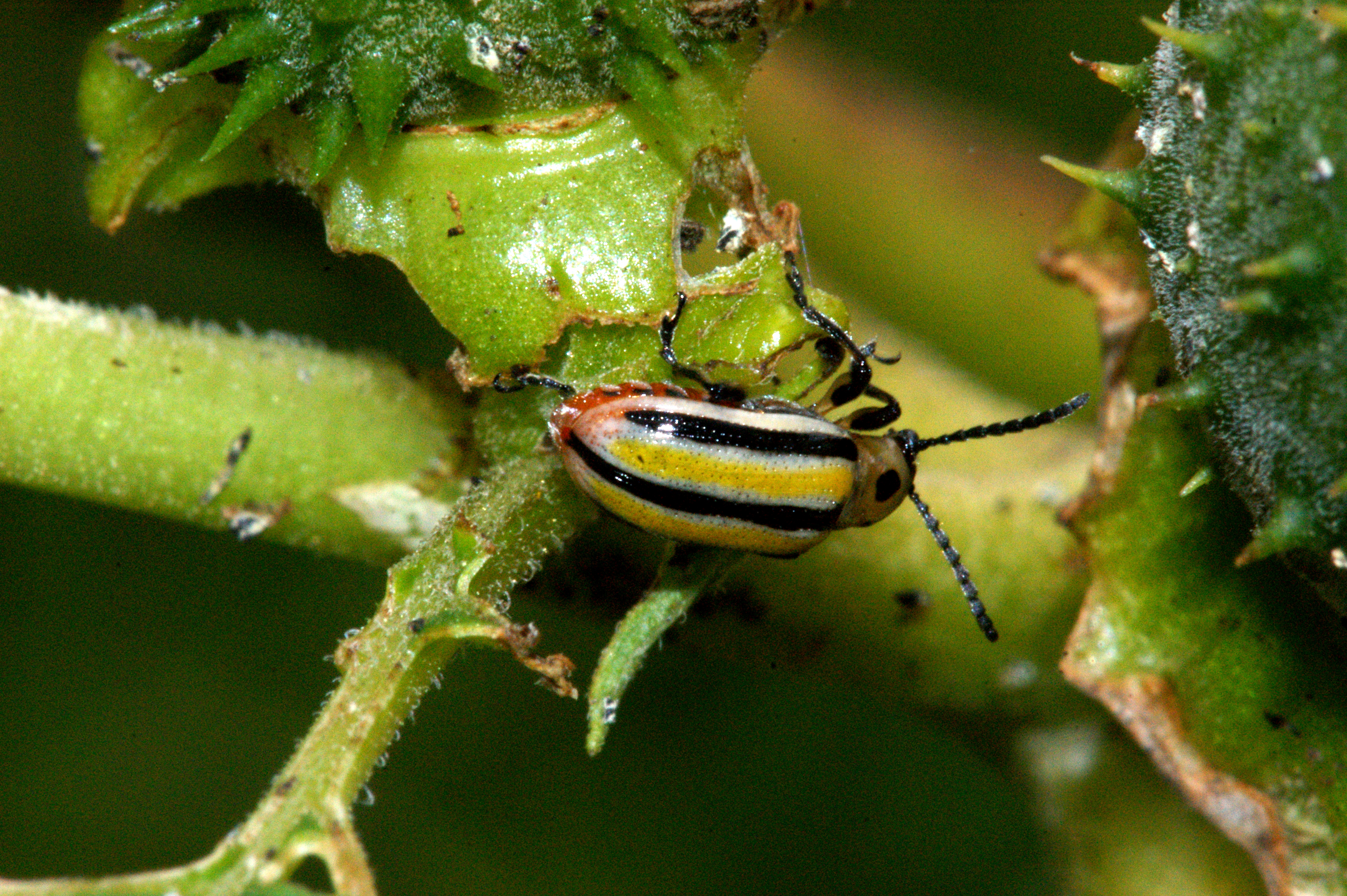